# Spechbach (Kraichgau)

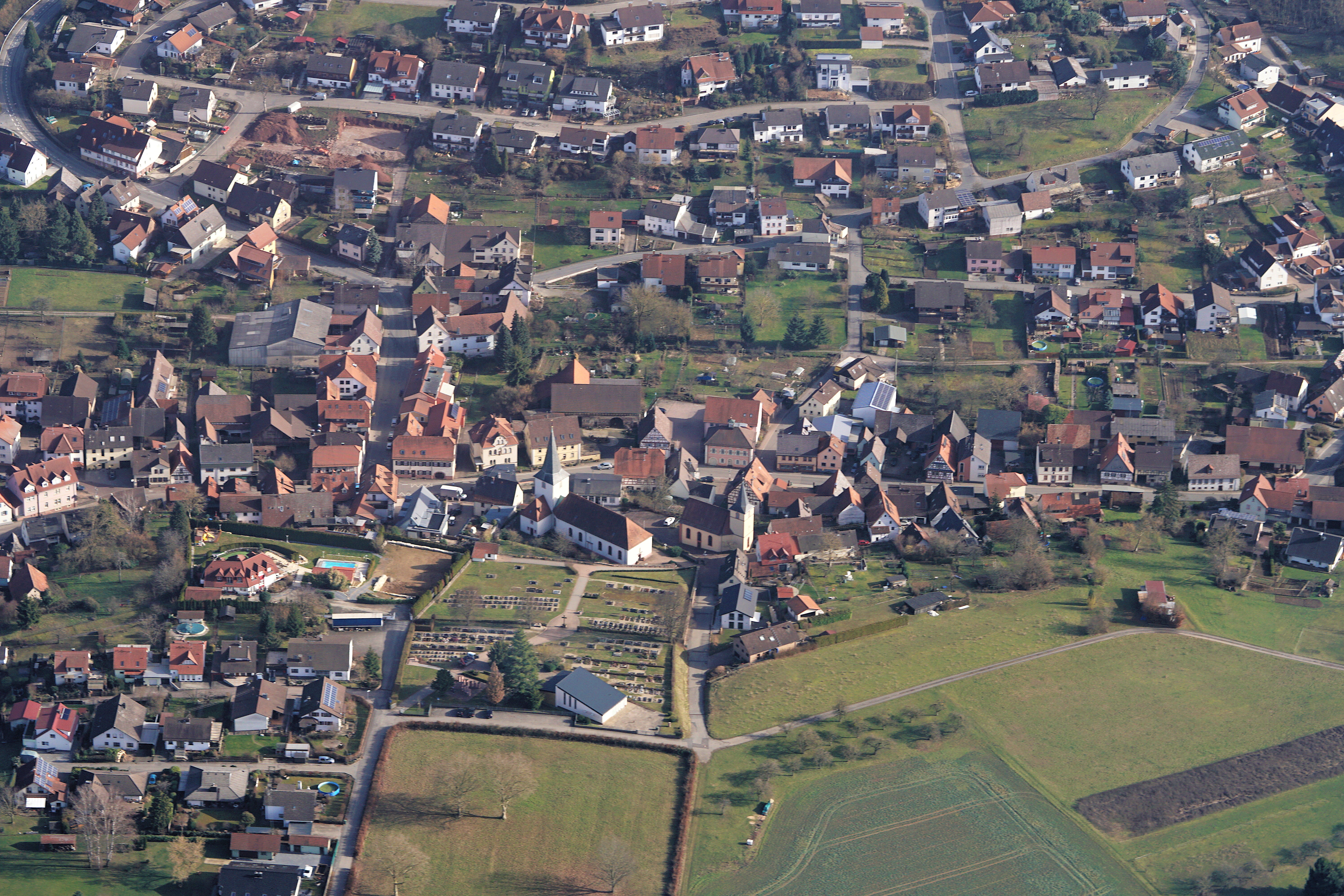
Spechbach im Kraichgau, Ortszentrum, Luftbild in West-Ost-Richtung

Spechbach ist eine Gemeinde im Rhein-Neckar-Kreis in Baden-Württemberg.

## Geografie

### Geografische Lage
Spechbach liegt an der Grenze zwischen kleinem Odenwald und Kraichgau, 21 km südöstlich von Heidelberg, zwischen Heidelberg, Sinsheim und Mosbach. Die Gemarkung von Spechbach umfasst im Wesentlichen das gleichnamige Spechbachtal sowie die beiderseits anschließenden Höhenrücken und liegt auf einer Höhe von etwa 160 bis 330 Metern.

### Nachbargemeinden
Die Gemeinde grenzt im Osten an Epfenbach, im Südosten an Neidenstein, im Süden an Eschelbronn, im Südwesten an Meckesheim und im Westen und Norden an Lobbach. Die Gemeinde ist Mitgliedsgemeinde im Gemeindeverwaltungsverband Elsenztal, der seinen Sitz in Meckesheim hat, benannt nach dem Fluss Elsenz.

### Gemeindegliederung
Zu Spechbach gehört das Haus Neumühle. Im Gemeindegebiet liegt die Wüstung Kleinspechbach.

## Geschichte
Zur Römerzeit lag auf der heutigen Spechbacher Gemarkung eine als Vicus Nediensis überlieferte Siedlung, die eventuell bereits keltischen Ursprungs war und zur Zeit der Römer als hinter dem Limes befindlicher Wirtschaftshof gedient hat. Aus der Zeit nach 250 gibt es keine Zeugnisse mehr über die römische Siedlung, so dass der Ort vermutlich erst zu karolingischer Zeit im hohen Mittelalter wieder neu besiedelt wurde.
Die neuzeitliche Siedlung von Spechbach entwickelte sich am unteren rechtsseitigen Hang des Spechbachtals. Der Ort wurde 1246 mit der Nennung eines Heidelberger Bürgers „Conradus de Spehbach“ erstmals urkundlich erwähnt. Der Ortsname (1337 Spechbach, 1349 Spehsbach) leitet sich vermutlich vom Specht her. Der Ort gehörte zunächst zum staufischen Reichsland um Wimpfen und kam mit der Meckesheimer Zent 1330 unter pfälzische Oberhoheit. Als Ortsherren traten 1325 anlässlich einer Erbteilung die Herren von Weinsberg auf, 1401 der Neidensteiner Ast der Herren von Venningen, später auch die Herren von Helmstatt, die Landschad von Steinach, die Freiherrn von Zandt, die Familie von Üxküll und andere, wobei die Venningen immer wieder bis zur Mediatisierung der Reichsritterschaft den beherrschenden Einfluss im Ort hatten, wenngleich es auch zeitweise mehrere Ortsherren gab.
Im 15. und 16. Jahrhundert wurde zwischen Groß- und Kleinspechbach unterschieden, letzteres bestand im Wesentlichen aus einer Mühle am Lobbach und wurde im Dreißigjährigen Krieg verwüstet. Spechbach war zunächst ein Straßendorf mit Hofstätten längs der Hauptstraße und der oberhalb davon gelegenen Kirche mit ummauerten Friedhof. Im Ort bestanden 33 Fallgüter, die jedoch bis ins späte 18. Jahrhundert bereits stark zerteilt waren. Der ganze Ort war zunächst auf grundherrlichem Boden angelegt. Ab 1838 wurden die Venningenschen Hausplätze in bäuerliches Eigentum entlassen. Das Wachstum im 19. Jahrhundert führte vor allem zu einer weiteren Verdichtung des Ortskerns, während nur entlang der Chaussee nach Lobenfeld ein weiteres Wohngebiet entstand. Die sonstigen Neubaugebiete des Ortes wurden erst nach 1951 erschlossen.
Spechbach gehörte bis 1803 zum pfälzischen Amt Dilsberg, danach zum badischen Bezirksamt Neckargemünd. Die Grundherrschaft hatte außerdem von 1807 bis 1813 ein eigenes Amt in Eichtersheim. 1857 kam Spechbach zum badischen Bezirksamt Eberbach, 1863 zum Bezirksamt Heidelberg, mit dem es 1938 zum Landkreis Heidelberg und 1973 zum Rhein-Neckar-Kreis überging.

## Politik

### Verwaltungsverband
Die Gemeinde gehört zum Gemeindeverwaltungsverband Elsenztal mit Sitz in Meckesheim.

### Gemeinderat
Der Gemeinderat in Spechbach hat zehn Mitglieder. Der Gemeinderat besteht aus den gewählten ehrenamtlichen Gemeinderäten und dem Bürgermeister als Vorsitzendem. Der Bürgermeister ist im Gemeinderat stimmberechtigt.
Die Kommunalwahl vom 9. Juni 2024 führte zu folgendem Ergebnis
| Partei/Liste                | 2024   | 2024   | 2019   | 2019   |
| Partei/Liste                | Anteil | Sitze  | Anteil | Sitze  |
| --------------------------- | ------ | ------ | ------ | ------ |
| Gemeinsam für Spechbach     | 37,6 % | 4      | --     | --     |
| Unabhängige Liste Spechbach | 33,3 % | 3      | 25,7 % | 3      |
| Bündnis Zukunft Spechbach   | 19,9 % | 2      | --     | --     |
| SPD                         | 9,2 %  | 1      | 11,2 % | 1      |
| FWV                         | --     | --     | 38,3 % | 4      |
| CDU                         | --     | --     | 24,6 % | 2      |
| Wahlbeteiligung             | 74,3 % | 74,3 % | 70,3 % | 70,3 % |

### Bürgermeister
Der 2020 für acht Jahre gewählte Bürgermeister ist Werner Braun. Sein Vorgänger war der seit 1996 amtierende Guntram Zimmermann.

### Wappen
Die Blasonierung des Wappens lautet: In Silber auf einem blauen Wellenbalken sitzend ein schwarzer Specht, darüber zwei schräggekreuzte rote Lilienstäbe.
Das Wappen geht zurück auf ein Gerichtssiegel aus dem Jahr 1705. Es wurde 1921 vom Generallandesarchiv Karlsruhe gestaltet. Der Specht symbolisiert „redend“ den Ortsnamen. Die Lilienstäbe entstammen dem Wappen der Herren von Venningen, die seit 1401 Anteile an der Ortsherrschaft hatten.
Die Flagge ist Blau-Weiß und wurde 1981 vom Landratsamt Rhein-Neckar-Kreis verliehen.

### BürgerEnergiedorf

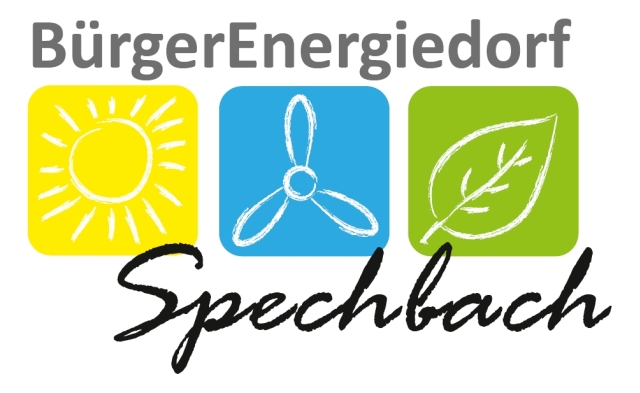
BürgerEnergiedorf Spechbach

Seit dem 16. Februar 2012 ist die Gemeinde eine Bundespilotgemeinde im Bundespilotprojekt für die Erstellung eines integrierten Quartierskonzeptes. Da das Ziel nie die reine Bioenergienutzung ist, sondern gemeinsam mit den Bürgern der Weg zu einer Energieautarkie gesucht wird, wurde das Projekt „BürgerEnergiedorf“ genannt. 150 Bürger sind in das Projekt eingebunden. Hierbei ist die Entwicklung einer eigenen Wärmeversorgung auf der Basis erneuerbarer Energien für Spechbach geplant. Die Wärme soll zentral in einer Heizzentrale erzeugt und über ein Nahwärmenetz verteilt werden.

## Sehenswürdigkeiten
Die Ortsmitte von Spechbach wird geprägt von den benachbarten evangelischen und katholischen Kirchen. Die katholische Kirche St. Martin ist die ältere der beiden Kirchen und geht auf eine bereits im Mittelalter bestehende Martinskirche zurück. Die Kirche wurde 1561 reformiert, ab 1699 als Simultankirche verwendet und 1707 im Zuge der Kirchenteilung wieder den Katholiken zugesprochen. 1767 wurde ein neues Langhaus erbaut und 1828 nach Westen erweitert. An der Außenmauer befindet sich der schmuckvolle Grabstein von Victor Kirchgessner (1830–1898), Pfarrer in Weingarten und Walstetten, ab 1880 in Spechbach. Die evangelische Kirche wurde 1776 erbaut. In der Ortsmitte befindet sich außerdem an der Stelle eines Vorgängerbaus das 1865 erbaute und 1964 renovierte historischen Rathaus, das katholische Gemeindehaus von 1912 sowie mehrere Fachwerkhäuser und historischen Gasthöfe wie der Gasthof Sonne von 1796. In Spechbach befindet sich außerdem ein Römerbrunnen, der an die Römerstraße von Ladenburg zum römerzeitlichen Limes-Grenzort Osterburken erinnert. Vom eigentlichen Bodendenkmal ist jedoch ohne fachliche Anleitung fast nichts mehr zu sehen.

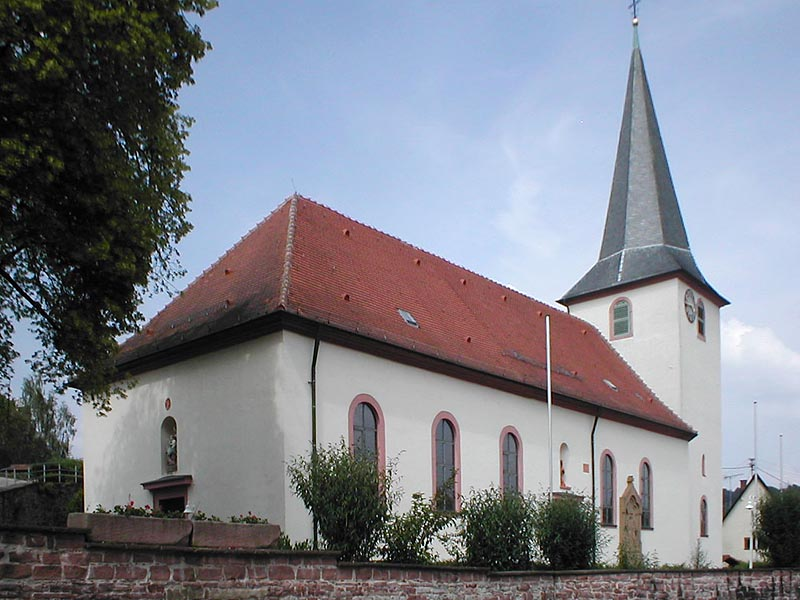
Kath. Kirche
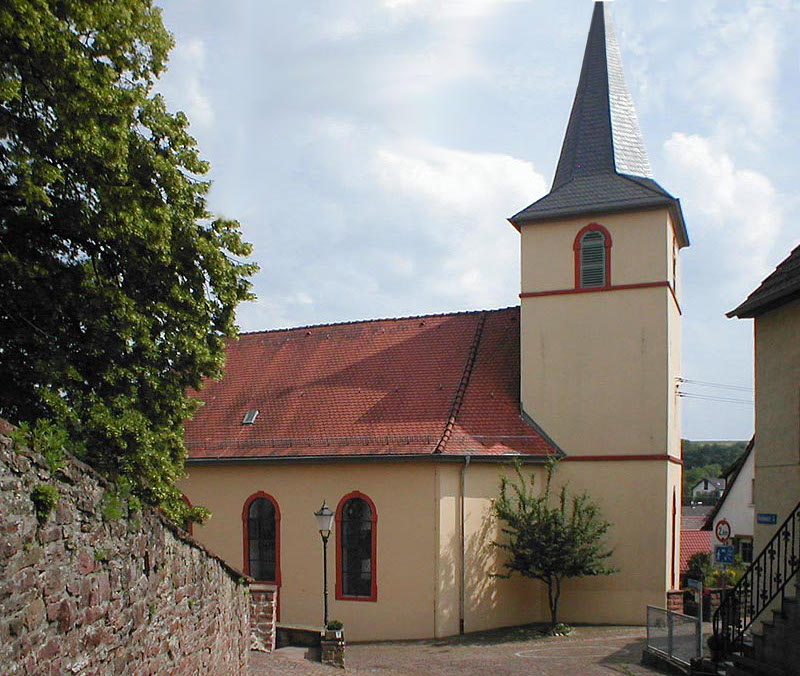
Evang. Kirche
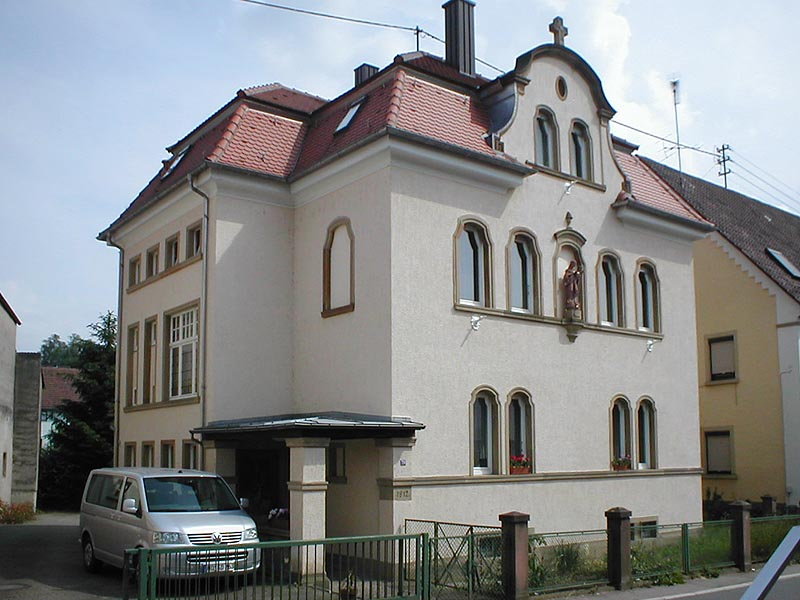
Kath. Gemeindehaus
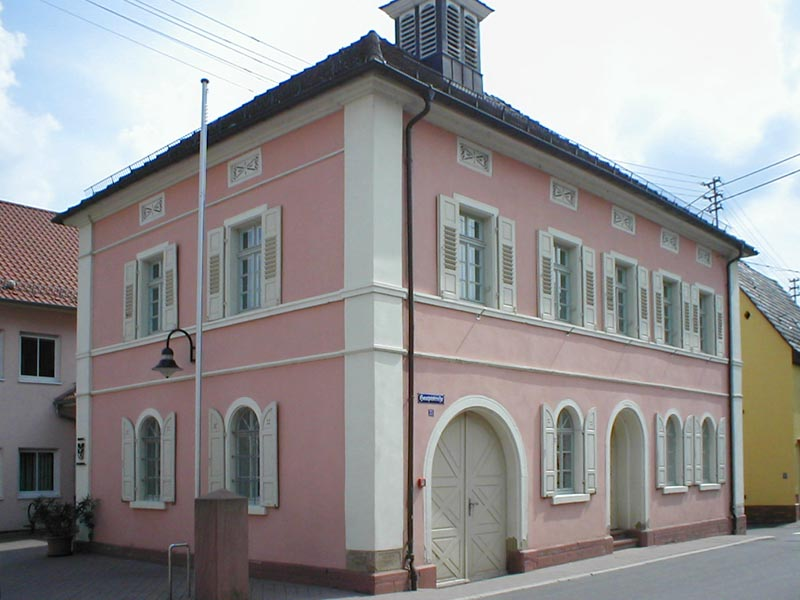
Rathaus

## Wirtschaft und Infrastruktur

### Wirtschaft
Bis in die 1960er Jahre war die Haupterwerbsquelle der Spechbacher die Landwirtschaft. 1960 gab es 55 landwirtschaftliche Haupterwerbsbetriebe von denen heute nur noch einer existiert. 2007 gab es noch acht Nebenerwerbsbetriebe.

### Infrastruktur
Seit dem 16. Februar 2012 ist Spechbach Bundespilotgemeinde. Mit der Aufnahme in das Bundespilotprojekt „Energetische Stadtsanierung - Energieeffiziente Quartiersversorgung“ des Bundesministeriums für Verkehr, Bau und Stadtentwicklung und der Kreditanstalt für Wiederaufbau (KfW) gehört die Gemeinde mit ihrem Projekt „BürgerEnergiedorf Spechbach“ zu fünf Pilotprojekten in Baden-Württemberg.

### Verkehr
Durch Spechbach führen die Landesstraße L 530 sowie die Kreisstraße K 4180. Den Südrand der Gemarkung streift ferner die K 4279 zwischen Epfenbach und Eschelbronn. Sieben Kilometer westlich verläuft die Bundesstraße 45, die im Süden Anschluss an die Bundesautobahn 6 ermöglicht. Die Buslinien 754 und 796 schaffen eine Verbindung zu den umliegenden Gemeinden. Der nächste Bahnhof befindet sich in Eschelbronn. Spechbach gehört zum Tarifgebiet des Verkehrsverbunds Rhein-Neckar.

### Bildung
In Spechbach sind Konfessionsschulen seit dem 17. Jahrhundert nachgewiesen, ab 1880 ein Gemeindeschulhaus. Seit Dezember 1966 gibt es nur noch eine Grundschule, alle weiterführenden Schulen befinden sich in den umliegenden Gemeinden und Städten.